# Laudo Ferreira Jr.

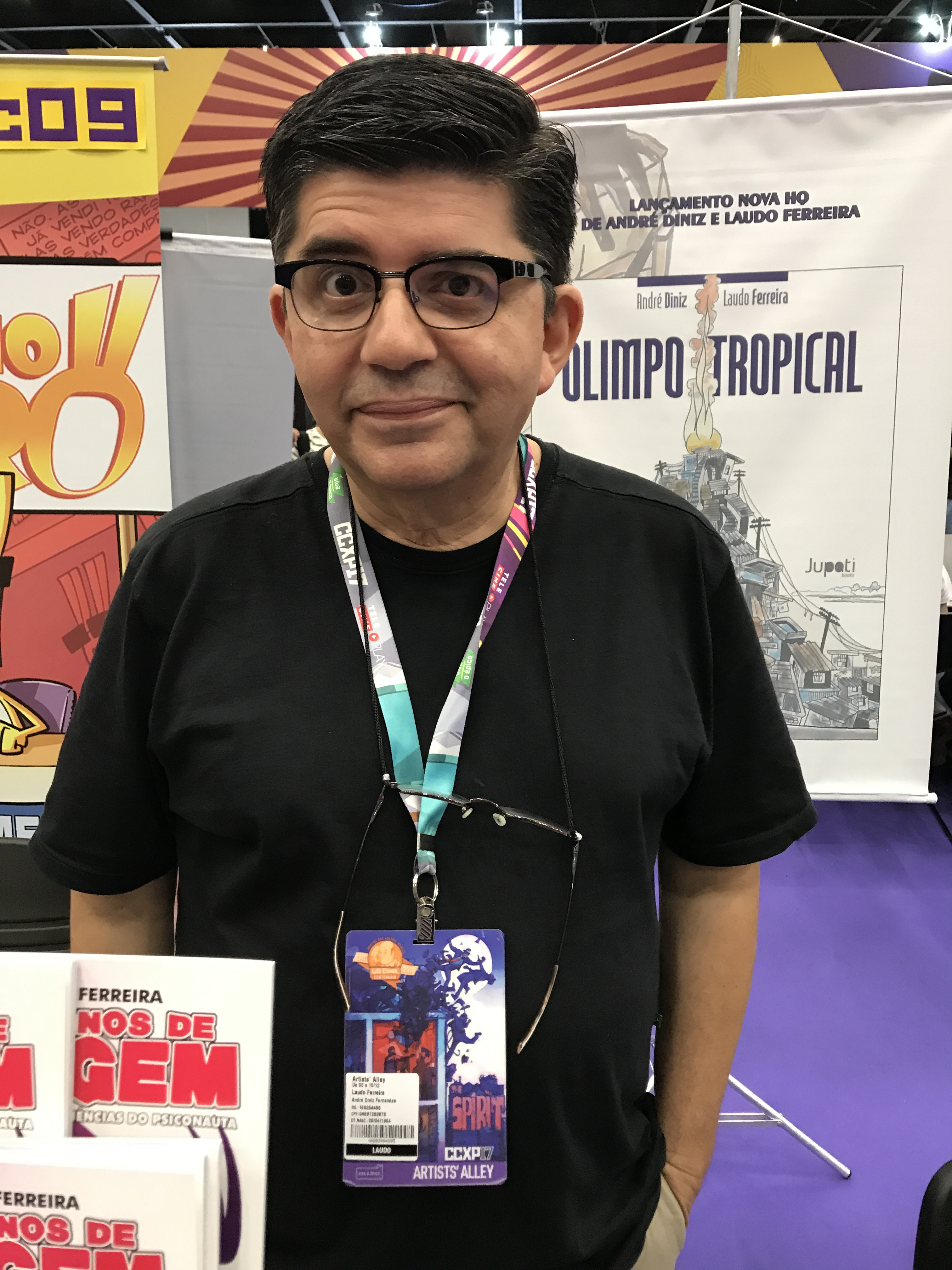
Laudo Ferreira Jr. bei der Comic Con Experience 2017

Laudo Ferreira Jr. (auch bekannt als Laudo Ferreira) ist ein brasilianischer Comiczeichner.
Er begann seine Karriere 1983, illustrierte für verschiedene Verlage, arbeitete mit Werbung und der Entwicklung von Szenarien und Kostümen für Theater. In den Jahren 1995, 2008, 2014, 2015 und 2016 gewann er den Troféu HQ Mix (wichtigster Preis für brasilianische Comics). Er schuf die Comic-Adaptionen von José Mojica Marins-Filmen und einige andere Graphic Novels, wie Olimpo Tropical (mit André Diniz, veröffentlicht in Brasilien und Portugal) und Yeshuah (eine preisgekrönte Comicserie, die das Leben von Jesus Christus anhand von Bibel, apokryphen Texten und historischen Informationen nacherzählt).